# Betty Love
Betty Love è un film del 2000 diretto da Neil LaBute.
Le riprese del film si svolsero dal 7 dicembre 1998 al 22 marzo 1999.
Presentato in concorso al 53º Festival di Cannes, ha vinto il premio per la miglior sceneggiatura.

## Trama
Betty è una dolce cameriera del Kansas, fanatica appassionata di una soap opera dal titolo Una ragione per amare, ed è innamorata di uno dei personaggi, il dottor David Ravell. Betty è sposata con Del Sizemore, un uomo dal carattere severo, che possiede una concessionaria d'auto usate, la Sizemore Motors.
Del purtroppo, tra molti altri difetti, la tradisce addirittura con la sua segretaria. Una mattina come tante Betty, chiama Del per chiedergli in prestito una Buick LeSabre, perché vuole festeggiare il suo compleanno con la sua amica Sue Ann. Ma quest'ultimo risponde che non può cedergliela, e di prenderne un'altra.
Betty però, riesce in qualche modo a recarsi nella concessionaria del marito, a prendere la Buick LeSabre e a portarla nel garage di casa sua.
La sera stessa, mentre è chiusa nella sua stanza a guardare la soap opera, assiste all'involontario omicidio del marito da parte di un sicario, durante un affare di droga.
L'uomo, secondo quanto è stato riferito ai malviventi, avrebbe rubato tre chili di eroina e li avrebbe nascosti nel bagagliaio di una Buick LeSabre, quella sottratta da Betty. Tuttavia la ragazza, per dimenticare l'accaduto, cade in uno stato di dissociazione a causa del suo mondo fittizio, immaginando di avere una relazione col dottor David Ravell, personaggio della sua adorata soap opera.
Per tale ragione la donna decide di fuggire dal Kansas partendo per Los Angeles, a bordo della Buick di Del, sperando così di incontrare George McCord. Ma non si accorge che con sé trasporta i tre chili di eroina celati nel vano bagagli dell'autovettura. Nonostante molti intrighi, trova lavoro come infermiera in un ospedale di Los Angeles, pur non avendo nessuna conoscenza nel settore, e rischiando così di far morire un paziente.
La direttrice dell'ospedale, pur non essendo affatto contenta della situazione, decide di non licenziare Betty e mantenerla al lavoro. Nel frattempo i killer continuano a inseguire la ragazza per recuperare la droga, che si trova all'interno dell'auto, e riportarla a Detroit, per restituirla ai loro superiori, e  finire così il lavoro per cui erano stati pagati.
Ma tutto non va come previsto, dal momento che Betty è difesa dall'amica Rose, conosciuta nel Pronto Soccorso dove lavora. Alla fine, la giovane trentenne riesce a conoscere il suo idolo George, e a realizzare il suo sogno, entrando addirittura nel mondo del cinema dove recita una parte proprio come infermiera. Il film si chiude con la protagonista seduta in un bar a Trastevere (Roma) mentre fa colazione assieme al cameriere (che non la riconosce) e rivede se stessa all'interno della sit-comedy. Il viaggio a Roma corona il sogno di una sua amica barista, conosciuta durante la fuga alla ricerca del suo amore George alias "dottor Ravell"

## Riconoscimenti
- Festival di Cannes 2000: premio per la miglior sceneggiatura
- Golden Globe 2001: migliore attrice in un film commedia o musicale (Renée Zellweger)
- 2 Satellite Awards 2000: miglior film commedia o musicale, migliore attrice in un film commedia o musicale (Renée Zellweger)
- Courmayeur Noir in festival 2000: Premio Leone Nero al miglior film